# Карусель Мангеттен
Карусель Мангеттен (англ. Manhattan Merry-Go-Round) — американська музична кінокомедія режисера Чарльза Райснера 1937 року. Фільм був номінований на премію «Оскар» за роботу художника-постановника Джона Віктора Маккея (англ. John Victor Mackay).

## Сюжет
Гангстери беруть під контроль звукозаписуючу компанію та змущують її випускати пластинки з музикою невідомих виконавців.

## У ролях
- Філ Ріган — Джеррі Гарт
- Лео Каррільо — Тоні Гордоні
- Енн Дворак — Енн Роджерс
- Тамара Гева — Чарліззіні
- Джеймс Глісон — Денні Дак
- Тед Льюїс і його оркестр
- Кеб Келлоуей і його оркестр
- Кей Томпсон і її ансамбль
- Джо ДіМаджіо — камео
- Генрі Арметта — Спадоні
- Луї Альберні — Мартінетті
- Макс Терхун — Макс Терхьюн
- Луї Пріма і його група
- Джин Аутрі — камео

## Саундтрек
- «Manhattan Merry-Go-Round»
- Джо ДіМаджіо — «Have You Ever Been to Heaven»
- Тед Льюїс і його оркестр — «Have You Ever Been to Heaven»
- Філ Ріган і група Джина Аутрі — «Have You Ever Been to Heaven»
- Луї Пріма і його група — «I Owe You»
- Філ Ріган, Кей Томпсон і її ансамбль — «I Owe You»
- Тед Льюїс і його оркестр — «When My Baby Smiles at Me»
- Тед Льюїс і його оркестр — «I'm a Musical Magical Man»
- Кей Томпсон і її ансамбль — «All Over Nothing at All»
- Кеб Келлоуей і його оркестр — «Minnie the Moocher»
- Кеб Келлоуей і його оркестр — «Mama, I Wanna Make Rhythm»
- Філ Ріган — «Mama, I Wanna Make Rhythm»
- Група Джина Аутрі — «It's Round Up Time in Reno»